# Gregory Kaidanov
Gregory Kaidanov (russe : Григорий Кайданов) est un grand maître américain du jeu d'échecs d'origine ukrainienne né le 11 octobre 1959 à Berdytchiv en Ukraine.

## Biographie
Il est né en Ukraine mais déménage avec sa famille à Kaliningrad en Russie dès 1960.
Son père lui apprend à jouer aux échecs alors qu'il est âgé de 6 ans. À 8 ans, il participe à un groupe d'étude sur les échecs dans la maison des pionniers.
Il participe à son premier tournoi majeur à Moscou en 1987, au cours duquel il gagne contre Viswanathan Anand. Il obtient le titre de maître international la même année et celui de grand maître l'année suivante.
En 1991, il émigre aux États-Unis avec son épouse et ses deux enfants.
En 1992, il remporte successivement le World Open à Philadelphie puis l'Open des États-Unis.
Il est l'entraîneur principal de la US Chess School fondée par Greg Shahade.
En 2002, il remporte l'Open Aeroflot. EN 2008, il est 1er du Gausdal Classic.

## Parties remarquables
|   | a | b | c | d | e | f | g | h |   |
| 8 | Dame noire sur case noire d8 · Tour noire sur case blanche e8 · Roi noir sur case noire f8 · Pion noir sur case noire a7 · Tour noire sur case noire c7 · Pion noir sur case blanche f7 · Pion noir sur case noire g7 · Pion noir sur case noire b6 · Pion noir sur case blanche e6 · Fou noir sur case noire f6 · Cavalier noir sur case noire a5 · Pion blanc sur case blanche b5 · Fou noir sur case blanche d5 · Cavalier blanc sur case noire e5 · Dame blanche sur case blanche h5 · Pion blanc sur case noire d4 · Cavalier blanc sur case blanche e4 · Pion blanc sur case noire a3 · Tour blanche sur case blanche h3 · Pion blanc sur case noire f2 · Pion blanc sur case blanche g2 · Pion blanc sur case noire h2 · Tour blanche sur case noire a1 · Roi blanc sur case noire g1 | Dame noire sur case noire d8 · Tour noire sur case blanche e8 · Roi noir sur case noire f8 · Pion noir sur case noire a7 · Tour noire sur case noire c7 · Pion noir sur case blanche f7 · Pion noir sur case noire g7 · Pion noir sur case noire b6 · Pion noir sur case blanche e6 · Fou noir sur case noire f6 · Cavalier noir sur case noire a5 · Pion blanc sur case blanche b5 · Fou noir sur case blanche d5 · Cavalier blanc sur case noire e5 · Dame blanche sur case blanche h5 · Pion blanc sur case noire d4 · Cavalier blanc sur case blanche e4 · Pion blanc sur case noire a3 · Tour blanche sur case blanche h3 · Pion blanc sur case noire f2 · Pion blanc sur case blanche g2 · Pion blanc sur case noire h2 · Tour blanche sur case noire a1 · Roi blanc sur case noire g1 | Dame noire sur case noire d8 · Tour noire sur case blanche e8 · Roi noir sur case noire f8 · Pion noir sur case noire a7 · Tour noire sur case noire c7 · Pion noir sur case blanche f7 · Pion noir sur case noire g7 · Pion noir sur case noire b6 · Pion noir sur case blanche e6 · Fou noir sur case noire f6 · Cavalier noir sur case noire a5 · Pion blanc sur case blanche b5 · Fou noir sur case blanche d5 · Cavalier blanc sur case noire e5 · Dame blanche sur case blanche h5 · Pion blanc sur case noire d4 · Cavalier blanc sur case blanche e4 · Pion blanc sur case noire a3 · Tour blanche sur case blanche h3 · Pion blanc sur case noire f2 · Pion blanc sur case blanche g2 · Pion blanc sur case noire h2 · Tour blanche sur case noire a1 · Roi blanc sur case noire g1 | Dame noire sur case noire d8 · Tour noire sur case blanche e8 · Roi noir sur case noire f8 · Pion noir sur case noire a7 · Tour noire sur case noire c7 · Pion noir sur case blanche f7 · Pion noir sur case noire g7 · Pion noir sur case noire b6 · Pion noir sur case blanche e6 · Fou noir sur case noire f6 · Cavalier noir sur case noire a5 · Pion blanc sur case blanche b5 · Fou noir sur case blanche d5 · Cavalier blanc sur case noire e5 · Dame blanche sur case blanche h5 · Pion blanc sur case noire d4 · Cavalier blanc sur case blanche e4 · Pion blanc sur case noire a3 · Tour blanche sur case blanche h3 · Pion blanc sur case noire f2 · Pion blanc sur case blanche g2 · Pion blanc sur case noire h2 · Tour blanche sur case noire a1 · Roi blanc sur case noire g1 | Dame noire sur case noire d8 · Tour noire sur case blanche e8 · Roi noir sur case noire f8 · Pion noir sur case noire a7 · Tour noire sur case noire c7 · Pion noir sur case blanche f7 · Pion noir sur case noire g7 · Pion noir sur case noire b6 · Pion noir sur case blanche e6 · Fou noir sur case noire f6 · Cavalier noir sur case noire a5 · Pion blanc sur case blanche b5 · Fou noir sur case blanche d5 · Cavalier blanc sur case noire e5 · Dame blanche sur case blanche h5 · Pion blanc sur case noire d4 · Cavalier blanc sur case blanche e4 · Pion blanc sur case noire a3 · Tour blanche sur case blanche h3 · Pion blanc sur case noire f2 · Pion blanc sur case blanche g2 · Pion blanc sur case noire h2 · Tour blanche sur case noire a1 · Roi blanc sur case noire g1 | Dame noire sur case noire d8 · Tour noire sur case blanche e8 · Roi noir sur case noire f8 · Pion noir sur case noire a7 · Tour noire sur case noire c7 · Pion noir sur case blanche f7 · Pion noir sur case noire g7 · Pion noir sur case noire b6 · Pion noir sur case blanche e6 · Fou noir sur case noire f6 · Cavalier noir sur case noire a5 · Pion blanc sur case blanche b5 · Fou noir sur case blanche d5 · Cavalier blanc sur case noire e5 · Dame blanche sur case blanche h5 · Pion blanc sur case noire d4 · Cavalier blanc sur case blanche e4 · Pion blanc sur case noire a3 · Tour blanche sur case blanche h3 · Pion blanc sur case noire f2 · Pion blanc sur case blanche g2 · Pion blanc sur case noire h2 · Tour blanche sur case noire a1 · Roi blanc sur case noire g1 | Dame noire sur case noire d8 · Tour noire sur case blanche e8 · Roi noir sur case noire f8 · Pion noir sur case noire a7 · Tour noire sur case noire c7 · Pion noir sur case blanche f7 · Pion noir sur case noire g7 · Pion noir sur case noire b6 · Pion noir sur case blanche e6 · Fou noir sur case noire f6 · Cavalier noir sur case noire a5 · Pion blanc sur case blanche b5 · Fou noir sur case blanche d5 · Cavalier blanc sur case noire e5 · Dame blanche sur case blanche h5 · Pion blanc sur case noire d4 · Cavalier blanc sur case blanche e4 · Pion blanc sur case noire a3 · Tour blanche sur case blanche h3 · Pion blanc sur case noire f2 · Pion blanc sur case blanche g2 · Pion blanc sur case noire h2 · Tour blanche sur case noire a1 · Roi blanc sur case noire g1 | Dame noire sur case noire d8 · Tour noire sur case blanche e8 · Roi noir sur case noire f8 · Pion noir sur case noire a7 · Tour noire sur case noire c7 · Pion noir sur case blanche f7 · Pion noir sur case noire g7 · Pion noir sur case noire b6 · Pion noir sur case blanche e6 · Fou noir sur case noire f6 · Cavalier noir sur case noire a5 · Pion blanc sur case blanche b5 · Fou noir sur case blanche d5 · Cavalier blanc sur case noire e5 · Dame blanche sur case blanche h5 · Pion blanc sur case noire d4 · Cavalier blanc sur case blanche e4 · Pion blanc sur case noire a3 · Tour blanche sur case blanche h3 · Pion blanc sur case noire f2 · Pion blanc sur case blanche g2 · Pion blanc sur case noire h2 · Tour blanche sur case noire a1 · Roi blanc sur case noire g1 | 8 |
| 7 | Dame noire sur case noire d8 · Tour noire sur case blanche e8 · Roi noir sur case noire f8 · Pion noir sur case noire a7 · Tour noire sur case noire c7 · Pion noir sur case blanche f7 · Pion noir sur case noire g7 · Pion noir sur case noire b6 · Pion noir sur case blanche e6 · Fou noir sur case noire f6 · Cavalier noir sur case noire a5 · Pion blanc sur case blanche b5 · Fou noir sur case blanche d5 · Cavalier blanc sur case noire e5 · Dame blanche sur case blanche h5 · Pion blanc sur case noire d4 · Cavalier blanc sur case blanche e4 · Pion blanc sur case noire a3 · Tour blanche sur case blanche h3 · Pion blanc sur case noire f2 · Pion blanc sur case blanche g2 · Pion blanc sur case noire h2 · Tour blanche sur case noire a1 · Roi blanc sur case noire g1 | Dame noire sur case noire d8 · Tour noire sur case blanche e8 · Roi noir sur case noire f8 · Pion noir sur case noire a7 · Tour noire sur case noire c7 · Pion noir sur case blanche f7 · Pion noir sur case noire g7 · Pion noir sur case noire b6 · Pion noir sur case blanche e6 · Fou noir sur case noire f6 · Cavalier noir sur case noire a5 · Pion blanc sur case blanche b5 · Fou noir sur case blanche d5 · Cavalier blanc sur case noire e5 · Dame blanche sur case blanche h5 · Pion blanc sur case noire d4 · Cavalier blanc sur case blanche e4 · Pion blanc sur case noire a3 · Tour blanche sur case blanche h3 · Pion blanc sur case noire f2 · Pion blanc sur case blanche g2 · Pion blanc sur case noire h2 · Tour blanche sur case noire a1 · Roi blanc sur case noire g1 | Dame noire sur case noire d8 · Tour noire sur case blanche e8 · Roi noir sur case noire f8 · Pion noir sur case noire a7 · Tour noire sur case noire c7 · Pion noir sur case blanche f7 · Pion noir sur case noire g7 · Pion noir sur case noire b6 · Pion noir sur case blanche e6 · Fou noir sur case noire f6 · Cavalier noir sur case noire a5 · Pion blanc sur case blanche b5 · Fou noir sur case blanche d5 · Cavalier blanc sur case noire e5 · Dame blanche sur case blanche h5 · Pion blanc sur case noire d4 · Cavalier blanc sur case blanche e4 · Pion blanc sur case noire a3 · Tour blanche sur case blanche h3 · Pion blanc sur case noire f2 · Pion blanc sur case blanche g2 · Pion blanc sur case noire h2 · Tour blanche sur case noire a1 · Roi blanc sur case noire g1 | Dame noire sur case noire d8 · Tour noire sur case blanche e8 · Roi noir sur case noire f8 · Pion noir sur case noire a7 · Tour noire sur case noire c7 · Pion noir sur case blanche f7 · Pion noir sur case noire g7 · Pion noir sur case noire b6 · Pion noir sur case blanche e6 · Fou noir sur case noire f6 · Cavalier noir sur case noire a5 · Pion blanc sur case blanche b5 · Fou noir sur case blanche d5 · Cavalier blanc sur case noire e5 · Dame blanche sur case blanche h5 · Pion blanc sur case noire d4 · Cavalier blanc sur case blanche e4 · Pion blanc sur case noire a3 · Tour blanche sur case blanche h3 · Pion blanc sur case noire f2 · Pion blanc sur case blanche g2 · Pion blanc sur case noire h2 · Tour blanche sur case noire a1 · Roi blanc sur case noire g1 | Dame noire sur case noire d8 · Tour noire sur case blanche e8 · Roi noir sur case noire f8 · Pion noir sur case noire a7 · Tour noire sur case noire c7 · Pion noir sur case blanche f7 · Pion noir sur case noire g7 · Pion noir sur case noire b6 · Pion noir sur case blanche e6 · Fou noir sur case noire f6 · Cavalier noir sur case noire a5 · Pion blanc sur case blanche b5 · Fou noir sur case blanche d5 · Cavalier blanc sur case noire e5 · Dame blanche sur case blanche h5 · Pion blanc sur case noire d4 · Cavalier blanc sur case blanche e4 · Pion blanc sur case noire a3 · Tour blanche sur case blanche h3 · Pion blanc sur case noire f2 · Pion blanc sur case blanche g2 · Pion blanc sur case noire h2 · Tour blanche sur case noire a1 · Roi blanc sur case noire g1 | Dame noire sur case noire d8 · Tour noire sur case blanche e8 · Roi noir sur case noire f8 · Pion noir sur case noire a7 · Tour noire sur case noire c7 · Pion noir sur case blanche f7 · Pion noir sur case noire g7 · Pion noir sur case noire b6 · Pion noir sur case blanche e6 · Fou noir sur case noire f6 · Cavalier noir sur case noire a5 · Pion blanc sur case blanche b5 · Fou noir sur case blanche d5 · Cavalier blanc sur case noire e5 · Dame blanche sur case blanche h5 · Pion blanc sur case noire d4 · Cavalier blanc sur case blanche e4 · Pion blanc sur case noire a3 · Tour blanche sur case blanche h3 · Pion blanc sur case noire f2 · Pion blanc sur case blanche g2 · Pion blanc sur case noire h2 · Tour blanche sur case noire a1 · Roi blanc sur case noire g1 | Dame noire sur case noire d8 · Tour noire sur case blanche e8 · Roi noir sur case noire f8 · Pion noir sur case noire a7 · Tour noire sur case noire c7 · Pion noir sur case blanche f7 · Pion noir sur case noire g7 · Pion noir sur case noire b6 · Pion noir sur case blanche e6 · Fou noir sur case noire f6 · Cavalier noir sur case noire a5 · Pion blanc sur case blanche b5 · Fou noir sur case blanche d5 · Cavalier blanc sur case noire e5 · Dame blanche sur case blanche h5 · Pion blanc sur case noire d4 · Cavalier blanc sur case blanche e4 · Pion blanc sur case noire a3 · Tour blanche sur case blanche h3 · Pion blanc sur case noire f2 · Pion blanc sur case blanche g2 · Pion blanc sur case noire h2 · Tour blanche sur case noire a1 · Roi blanc sur case noire g1 | Dame noire sur case noire d8 · Tour noire sur case blanche e8 · Roi noir sur case noire f8 · Pion noir sur case noire a7 · Tour noire sur case noire c7 · Pion noir sur case blanche f7 · Pion noir sur case noire g7 · Pion noir sur case noire b6 · Pion noir sur case blanche e6 · Fou noir sur case noire f6 · Cavalier noir sur case noire a5 · Pion blanc sur case blanche b5 · Fou noir sur case blanche d5 · Cavalier blanc sur case noire e5 · Dame blanche sur case blanche h5 · Pion blanc sur case noire d4 · Cavalier blanc sur case blanche e4 · Pion blanc sur case noire a3 · Tour blanche sur case blanche h3 · Pion blanc sur case noire f2 · Pion blanc sur case blanche g2 · Pion blanc sur case noire h2 · Tour blanche sur case noire a1 · Roi blanc sur case noire g1 | 7 |
| 6 | Dame noire sur case noire d8 · Tour noire sur case blanche e8 · Roi noir sur case noire f8 · Pion noir sur case noire a7 · Tour noire sur case noire c7 · Pion noir sur case blanche f7 · Pion noir sur case noire g7 · Pion noir sur case noire b6 · Pion noir sur case blanche e6 · Fou noir sur case noire f6 · Cavalier noir sur case noire a5 · Pion blanc sur case blanche b5 · Fou noir sur case blanche d5 · Cavalier blanc sur case noire e5 · Dame blanche sur case blanche h5 · Pion blanc sur case noire d4 · Cavalier blanc sur case blanche e4 · Pion blanc sur case noire a3 · Tour blanche sur case blanche h3 · Pion blanc sur case noire f2 · Pion blanc sur case blanche g2 · Pion blanc sur case noire h2 · Tour blanche sur case noire a1 · Roi blanc sur case noire g1 | Dame noire sur case noire d8 · Tour noire sur case blanche e8 · Roi noir sur case noire f8 · Pion noir sur case noire a7 · Tour noire sur case noire c7 · Pion noir sur case blanche f7 · Pion noir sur case noire g7 · Pion noir sur case noire b6 · Pion noir sur case blanche e6 · Fou noir sur case noire f6 · Cavalier noir sur case noire a5 · Pion blanc sur case blanche b5 · Fou noir sur case blanche d5 · Cavalier blanc sur case noire e5 · Dame blanche sur case blanche h5 · Pion blanc sur case noire d4 · Cavalier blanc sur case blanche e4 · Pion blanc sur case noire a3 · Tour blanche sur case blanche h3 · Pion blanc sur case noire f2 · Pion blanc sur case blanche g2 · Pion blanc sur case noire h2 · Tour blanche sur case noire a1 · Roi blanc sur case noire g1 | Dame noire sur case noire d8 · Tour noire sur case blanche e8 · Roi noir sur case noire f8 · Pion noir sur case noire a7 · Tour noire sur case noire c7 · Pion noir sur case blanche f7 · Pion noir sur case noire g7 · Pion noir sur case noire b6 · Pion noir sur case blanche e6 · Fou noir sur case noire f6 · Cavalier noir sur case noire a5 · Pion blanc sur case blanche b5 · Fou noir sur case blanche d5 · Cavalier blanc sur case noire e5 · Dame blanche sur case blanche h5 · Pion blanc sur case noire d4 · Cavalier blanc sur case blanche e4 · Pion blanc sur case noire a3 · Tour blanche sur case blanche h3 · Pion blanc sur case noire f2 · Pion blanc sur case blanche g2 · Pion blanc sur case noire h2 · Tour blanche sur case noire a1 · Roi blanc sur case noire g1 | Dame noire sur case noire d8 · Tour noire sur case blanche e8 · Roi noir sur case noire f8 · Pion noir sur case noire a7 · Tour noire sur case noire c7 · Pion noir sur case blanche f7 · Pion noir sur case noire g7 · Pion noir sur case noire b6 · Pion noir sur case blanche e6 · Fou noir sur case noire f6 · Cavalier noir sur case noire a5 · Pion blanc sur case blanche b5 · Fou noir sur case blanche d5 · Cavalier blanc sur case noire e5 · Dame blanche sur case blanche h5 · Pion blanc sur case noire d4 · Cavalier blanc sur case blanche e4 · Pion blanc sur case noire a3 · Tour blanche sur case blanche h3 · Pion blanc sur case noire f2 · Pion blanc sur case blanche g2 · Pion blanc sur case noire h2 · Tour blanche sur case noire a1 · Roi blanc sur case noire g1 | Dame noire sur case noire d8 · Tour noire sur case blanche e8 · Roi noir sur case noire f8 · Pion noir sur case noire a7 · Tour noire sur case noire c7 · Pion noir sur case blanche f7 · Pion noir sur case noire g7 · Pion noir sur case noire b6 · Pion noir sur case blanche e6 · Fou noir sur case noire f6 · Cavalier noir sur case noire a5 · Pion blanc sur case blanche b5 · Fou noir sur case blanche d5 · Cavalier blanc sur case noire e5 · Dame blanche sur case blanche h5 · Pion blanc sur case noire d4 · Cavalier blanc sur case blanche e4 · Pion blanc sur case noire a3 · Tour blanche sur case blanche h3 · Pion blanc sur case noire f2 · Pion blanc sur case blanche g2 · Pion blanc sur case noire h2 · Tour blanche sur case noire a1 · Roi blanc sur case noire g1 | Dame noire sur case noire d8 · Tour noire sur case blanche e8 · Roi noir sur case noire f8 · Pion noir sur case noire a7 · Tour noire sur case noire c7 · Pion noir sur case blanche f7 · Pion noir sur case noire g7 · Pion noir sur case noire b6 · Pion noir sur case blanche e6 · Fou noir sur case noire f6 · Cavalier noir sur case noire a5 · Pion blanc sur case blanche b5 · Fou noir sur case blanche d5 · Cavalier blanc sur case noire e5 · Dame blanche sur case blanche h5 · Pion blanc sur case noire d4 · Cavalier blanc sur case blanche e4 · Pion blanc sur case noire a3 · Tour blanche sur case blanche h3 · Pion blanc sur case noire f2 · Pion blanc sur case blanche g2 · Pion blanc sur case noire h2 · Tour blanche sur case noire a1 · Roi blanc sur case noire g1 | Dame noire sur case noire d8 · Tour noire sur case blanche e8 · Roi noir sur case noire f8 · Pion noir sur case noire a7 · Tour noire sur case noire c7 · Pion noir sur case blanche f7 · Pion noir sur case noire g7 · Pion noir sur case noire b6 · Pion noir sur case blanche e6 · Fou noir sur case noire f6 · Cavalier noir sur case noire a5 · Pion blanc sur case blanche b5 · Fou noir sur case blanche d5 · Cavalier blanc sur case noire e5 · Dame blanche sur case blanche h5 · Pion blanc sur case noire d4 · Cavalier blanc sur case blanche e4 · Pion blanc sur case noire a3 · Tour blanche sur case blanche h3 · Pion blanc sur case noire f2 · Pion blanc sur case blanche g2 · Pion blanc sur case noire h2 · Tour blanche sur case noire a1 · Roi blanc sur case noire g1 | Dame noire sur case noire d8 · Tour noire sur case blanche e8 · Roi noir sur case noire f8 · Pion noir sur case noire a7 · Tour noire sur case noire c7 · Pion noir sur case blanche f7 · Pion noir sur case noire g7 · Pion noir sur case noire b6 · Pion noir sur case blanche e6 · Fou noir sur case noire f6 · Cavalier noir sur case noire a5 · Pion blanc sur case blanche b5 · Fou noir sur case blanche d5 · Cavalier blanc sur case noire e5 · Dame blanche sur case blanche h5 · Pion blanc sur case noire d4 · Cavalier blanc sur case blanche e4 · Pion blanc sur case noire a3 · Tour blanche sur case blanche h3 · Pion blanc sur case noire f2 · Pion blanc sur case blanche g2 · Pion blanc sur case noire h2 · Tour blanche sur case noire a1 · Roi blanc sur case noire g1 | 6 |
| 5 | Dame noire sur case noire d8 · Tour noire sur case blanche e8 · Roi noir sur case noire f8 · Pion noir sur case noire a7 · Tour noire sur case noire c7 · Pion noir sur case blanche f7 · Pion noir sur case noire g7 · Pion noir sur case noire b6 · Pion noir sur case blanche e6 · Fou noir sur case noire f6 · Cavalier noir sur case noire a5 · Pion blanc sur case blanche b5 · Fou noir sur case blanche d5 · Cavalier blanc sur case noire e5 · Dame blanche sur case blanche h5 · Pion blanc sur case noire d4 · Cavalier blanc sur case blanche e4 · Pion blanc sur case noire a3 · Tour blanche sur case blanche h3 · Pion blanc sur case noire f2 · Pion blanc sur case blanche g2 · Pion blanc sur case noire h2 · Tour blanche sur case noire a1 · Roi blanc sur case noire g1 | Dame noire sur case noire d8 · Tour noire sur case blanche e8 · Roi noir sur case noire f8 · Pion noir sur case noire a7 · Tour noire sur case noire c7 · Pion noir sur case blanche f7 · Pion noir sur case noire g7 · Pion noir sur case noire b6 · Pion noir sur case blanche e6 · Fou noir sur case noire f6 · Cavalier noir sur case noire a5 · Pion blanc sur case blanche b5 · Fou noir sur case blanche d5 · Cavalier blanc sur case noire e5 · Dame blanche sur case blanche h5 · Pion blanc sur case noire d4 · Cavalier blanc sur case blanche e4 · Pion blanc sur case noire a3 · Tour blanche sur case blanche h3 · Pion blanc sur case noire f2 · Pion blanc sur case blanche g2 · Pion blanc sur case noire h2 · Tour blanche sur case noire a1 · Roi blanc sur case noire g1 | Dame noire sur case noire d8 · Tour noire sur case blanche e8 · Roi noir sur case noire f8 · Pion noir sur case noire a7 · Tour noire sur case noire c7 · Pion noir sur case blanche f7 · Pion noir sur case noire g7 · Pion noir sur case noire b6 · Pion noir sur case blanche e6 · Fou noir sur case noire f6 · Cavalier noir sur case noire a5 · Pion blanc sur case blanche b5 · Fou noir sur case blanche d5 · Cavalier blanc sur case noire e5 · Dame blanche sur case blanche h5 · Pion blanc sur case noire d4 · Cavalier blanc sur case blanche e4 · Pion blanc sur case noire a3 · Tour blanche sur case blanche h3 · Pion blanc sur case noire f2 · Pion blanc sur case blanche g2 · Pion blanc sur case noire h2 · Tour blanche sur case noire a1 · Roi blanc sur case noire g1 | Dame noire sur case noire d8 · Tour noire sur case blanche e8 · Roi noir sur case noire f8 · Pion noir sur case noire a7 · Tour noire sur case noire c7 · Pion noir sur case blanche f7 · Pion noir sur case noire g7 · Pion noir sur case noire b6 · Pion noir sur case blanche e6 · Fou noir sur case noire f6 · Cavalier noir sur case noire a5 · Pion blanc sur case blanche b5 · Fou noir sur case blanche d5 · Cavalier blanc sur case noire e5 · Dame blanche sur case blanche h5 · Pion blanc sur case noire d4 · Cavalier blanc sur case blanche e4 · Pion blanc sur case noire a3 · Tour blanche sur case blanche h3 · Pion blanc sur case noire f2 · Pion blanc sur case blanche g2 · Pion blanc sur case noire h2 · Tour blanche sur case noire a1 · Roi blanc sur case noire g1 | Dame noire sur case noire d8 · Tour noire sur case blanche e8 · Roi noir sur case noire f8 · Pion noir sur case noire a7 · Tour noire sur case noire c7 · Pion noir sur case blanche f7 · Pion noir sur case noire g7 · Pion noir sur case noire b6 · Pion noir sur case blanche e6 · Fou noir sur case noire f6 · Cavalier noir sur case noire a5 · Pion blanc sur case blanche b5 · Fou noir sur case blanche d5 · Cavalier blanc sur case noire e5 · Dame blanche sur case blanche h5 · Pion blanc sur case noire d4 · Cavalier blanc sur case blanche e4 · Pion blanc sur case noire a3 · Tour blanche sur case blanche h3 · Pion blanc sur case noire f2 · Pion blanc sur case blanche g2 · Pion blanc sur case noire h2 · Tour blanche sur case noire a1 · Roi blanc sur case noire g1 | Dame noire sur case noire d8 · Tour noire sur case blanche e8 · Roi noir sur case noire f8 · Pion noir sur case noire a7 · Tour noire sur case noire c7 · Pion noir sur case blanche f7 · Pion noir sur case noire g7 · Pion noir sur case noire b6 · Pion noir sur case blanche e6 · Fou noir sur case noire f6 · Cavalier noir sur case noire a5 · Pion blanc sur case blanche b5 · Fou noir sur case blanche d5 · Cavalier blanc sur case noire e5 · Dame blanche sur case blanche h5 · Pion blanc sur case noire d4 · Cavalier blanc sur case blanche e4 · Pion blanc sur case noire a3 · Tour blanche sur case blanche h3 · Pion blanc sur case noire f2 · Pion blanc sur case blanche g2 · Pion blanc sur case noire h2 · Tour blanche sur case noire a1 · Roi blanc sur case noire g1 | Dame noire sur case noire d8 · Tour noire sur case blanche e8 · Roi noir sur case noire f8 · Pion noir sur case noire a7 · Tour noire sur case noire c7 · Pion noir sur case blanche f7 · Pion noir sur case noire g7 · Pion noir sur case noire b6 · Pion noir sur case blanche e6 · Fou noir sur case noire f6 · Cavalier noir sur case noire a5 · Pion blanc sur case blanche b5 · Fou noir sur case blanche d5 · Cavalier blanc sur case noire e5 · Dame blanche sur case blanche h5 · Pion blanc sur case noire d4 · Cavalier blanc sur case blanche e4 · Pion blanc sur case noire a3 · Tour blanche sur case blanche h3 · Pion blanc sur case noire f2 · Pion blanc sur case blanche g2 · Pion blanc sur case noire h2 · Tour blanche sur case noire a1 · Roi blanc sur case noire g1 | Dame noire sur case noire d8 · Tour noire sur case blanche e8 · Roi noir sur case noire f8 · Pion noir sur case noire a7 · Tour noire sur case noire c7 · Pion noir sur case blanche f7 · Pion noir sur case noire g7 · Pion noir sur case noire b6 · Pion noir sur case blanche e6 · Fou noir sur case noire f6 · Cavalier noir sur case noire a5 · Pion blanc sur case blanche b5 · Fou noir sur case blanche d5 · Cavalier blanc sur case noire e5 · Dame blanche sur case blanche h5 · Pion blanc sur case noire d4 · Cavalier blanc sur case blanche e4 · Pion blanc sur case noire a3 · Tour blanche sur case blanche h3 · Pion blanc sur case noire f2 · Pion blanc sur case blanche g2 · Pion blanc sur case noire h2 · Tour blanche sur case noire a1 · Roi blanc sur case noire g1 | 5 |
| 4 | Dame noire sur case noire d8 · Tour noire sur case blanche e8 · Roi noir sur case noire f8 · Pion noir sur case noire a7 · Tour noire sur case noire c7 · Pion noir sur case blanche f7 · Pion noir sur case noire g7 · Pion noir sur case noire b6 · Pion noir sur case blanche e6 · Fou noir sur case noire f6 · Cavalier noir sur case noire a5 · Pion blanc sur case blanche b5 · Fou noir sur case blanche d5 · Cavalier blanc sur case noire e5 · Dame blanche sur case blanche h5 · Pion blanc sur case noire d4 · Cavalier blanc sur case blanche e4 · Pion blanc sur case noire a3 · Tour blanche sur case blanche h3 · Pion blanc sur case noire f2 · Pion blanc sur case blanche g2 · Pion blanc sur case noire h2 · Tour blanche sur case noire a1 · Roi blanc sur case noire g1 | Dame noire sur case noire d8 · Tour noire sur case blanche e8 · Roi noir sur case noire f8 · Pion noir sur case noire a7 · Tour noire sur case noire c7 · Pion noir sur case blanche f7 · Pion noir sur case noire g7 · Pion noir sur case noire b6 · Pion noir sur case blanche e6 · Fou noir sur case noire f6 · Cavalier noir sur case noire a5 · Pion blanc sur case blanche b5 · Fou noir sur case blanche d5 · Cavalier blanc sur case noire e5 · Dame blanche sur case blanche h5 · Pion blanc sur case noire d4 · Cavalier blanc sur case blanche e4 · Pion blanc sur case noire a3 · Tour blanche sur case blanche h3 · Pion blanc sur case noire f2 · Pion blanc sur case blanche g2 · Pion blanc sur case noire h2 · Tour blanche sur case noire a1 · Roi blanc sur case noire g1 | Dame noire sur case noire d8 · Tour noire sur case blanche e8 · Roi noir sur case noire f8 · Pion noir sur case noire a7 · Tour noire sur case noire c7 · Pion noir sur case blanche f7 · Pion noir sur case noire g7 · Pion noir sur case noire b6 · Pion noir sur case blanche e6 · Fou noir sur case noire f6 · Cavalier noir sur case noire a5 · Pion blanc sur case blanche b5 · Fou noir sur case blanche d5 · Cavalier blanc sur case noire e5 · Dame blanche sur case blanche h5 · Pion blanc sur case noire d4 · Cavalier blanc sur case blanche e4 · Pion blanc sur case noire a3 · Tour blanche sur case blanche h3 · Pion blanc sur case noire f2 · Pion blanc sur case blanche g2 · Pion blanc sur case noire h2 · Tour blanche sur case noire a1 · Roi blanc sur case noire g1 | Dame noire sur case noire d8 · Tour noire sur case blanche e8 · Roi noir sur case noire f8 · Pion noir sur case noire a7 · Tour noire sur case noire c7 · Pion noir sur case blanche f7 · Pion noir sur case noire g7 · Pion noir sur case noire b6 · Pion noir sur case blanche e6 · Fou noir sur case noire f6 · Cavalier noir sur case noire a5 · Pion blanc sur case blanche b5 · Fou noir sur case blanche d5 · Cavalier blanc sur case noire e5 · Dame blanche sur case blanche h5 · Pion blanc sur case noire d4 · Cavalier blanc sur case blanche e4 · Pion blanc sur case noire a3 · Tour blanche sur case blanche h3 · Pion blanc sur case noire f2 · Pion blanc sur case blanche g2 · Pion blanc sur case noire h2 · Tour blanche sur case noire a1 · Roi blanc sur case noire g1 | Dame noire sur case noire d8 · Tour noire sur case blanche e8 · Roi noir sur case noire f8 · Pion noir sur case noire a7 · Tour noire sur case noire c7 · Pion noir sur case blanche f7 · Pion noir sur case noire g7 · Pion noir sur case noire b6 · Pion noir sur case blanche e6 · Fou noir sur case noire f6 · Cavalier noir sur case noire a5 · Pion blanc sur case blanche b5 · Fou noir sur case blanche d5 · Cavalier blanc sur case noire e5 · Dame blanche sur case blanche h5 · Pion blanc sur case noire d4 · Cavalier blanc sur case blanche e4 · Pion blanc sur case noire a3 · Tour blanche sur case blanche h3 · Pion blanc sur case noire f2 · Pion blanc sur case blanche g2 · Pion blanc sur case noire h2 · Tour blanche sur case noire a1 · Roi blanc sur case noire g1 | Dame noire sur case noire d8 · Tour noire sur case blanche e8 · Roi noir sur case noire f8 · Pion noir sur case noire a7 · Tour noire sur case noire c7 · Pion noir sur case blanche f7 · Pion noir sur case noire g7 · Pion noir sur case noire b6 · Pion noir sur case blanche e6 · Fou noir sur case noire f6 · Cavalier noir sur case noire a5 · Pion blanc sur case blanche b5 · Fou noir sur case blanche d5 · Cavalier blanc sur case noire e5 · Dame blanche sur case blanche h5 · Pion blanc sur case noire d4 · Cavalier blanc sur case blanche e4 · Pion blanc sur case noire a3 · Tour blanche sur case blanche h3 · Pion blanc sur case noire f2 · Pion blanc sur case blanche g2 · Pion blanc sur case noire h2 · Tour blanche sur case noire a1 · Roi blanc sur case noire g1 | Dame noire sur case noire d8 · Tour noire sur case blanche e8 · Roi noir sur case noire f8 · Pion noir sur case noire a7 · Tour noire sur case noire c7 · Pion noir sur case blanche f7 · Pion noir sur case noire g7 · Pion noir sur case noire b6 · Pion noir sur case blanche e6 · Fou noir sur case noire f6 · Cavalier noir sur case noire a5 · Pion blanc sur case blanche b5 · Fou noir sur case blanche d5 · Cavalier blanc sur case noire e5 · Dame blanche sur case blanche h5 · Pion blanc sur case noire d4 · Cavalier blanc sur case blanche e4 · Pion blanc sur case noire a3 · Tour blanche sur case blanche h3 · Pion blanc sur case noire f2 · Pion blanc sur case blanche g2 · Pion blanc sur case noire h2 · Tour blanche sur case noire a1 · Roi blanc sur case noire g1 | Dame noire sur case noire d8 · Tour noire sur case blanche e8 · Roi noir sur case noire f8 · Pion noir sur case noire a7 · Tour noire sur case noire c7 · Pion noir sur case blanche f7 · Pion noir sur case noire g7 · Pion noir sur case noire b6 · Pion noir sur case blanche e6 · Fou noir sur case noire f6 · Cavalier noir sur case noire a5 · Pion blanc sur case blanche b5 · Fou noir sur case blanche d5 · Cavalier blanc sur case noire e5 · Dame blanche sur case blanche h5 · Pion blanc sur case noire d4 · Cavalier blanc sur case blanche e4 · Pion blanc sur case noire a3 · Tour blanche sur case blanche h3 · Pion blanc sur case noire f2 · Pion blanc sur case blanche g2 · Pion blanc sur case noire h2 · Tour blanche sur case noire a1 · Roi blanc sur case noire g1 | 4 |
| 3 | Dame noire sur case noire d8 · Tour noire sur case blanche e8 · Roi noir sur case noire f8 · Pion noir sur case noire a7 · Tour noire sur case noire c7 · Pion noir sur case blanche f7 · Pion noir sur case noire g7 · Pion noir sur case noire b6 · Pion noir sur case blanche e6 · Fou noir sur case noire f6 · Cavalier noir sur case noire a5 · Pion blanc sur case blanche b5 · Fou noir sur case blanche d5 · Cavalier blanc sur case noire e5 · Dame blanche sur case blanche h5 · Pion blanc sur case noire d4 · Cavalier blanc sur case blanche e4 · Pion blanc sur case noire a3 · Tour blanche sur case blanche h3 · Pion blanc sur case noire f2 · Pion blanc sur case blanche g2 · Pion blanc sur case noire h2 · Tour blanche sur case noire a1 · Roi blanc sur case noire g1 | Dame noire sur case noire d8 · Tour noire sur case blanche e8 · Roi noir sur case noire f8 · Pion noir sur case noire a7 · Tour noire sur case noire c7 · Pion noir sur case blanche f7 · Pion noir sur case noire g7 · Pion noir sur case noire b6 · Pion noir sur case blanche e6 · Fou noir sur case noire f6 · Cavalier noir sur case noire a5 · Pion blanc sur case blanche b5 · Fou noir sur case blanche d5 · Cavalier blanc sur case noire e5 · Dame blanche sur case blanche h5 · Pion blanc sur case noire d4 · Cavalier blanc sur case blanche e4 · Pion blanc sur case noire a3 · Tour blanche sur case blanche h3 · Pion blanc sur case noire f2 · Pion blanc sur case blanche g2 · Pion blanc sur case noire h2 · Tour blanche sur case noire a1 · Roi blanc sur case noire g1 | Dame noire sur case noire d8 · Tour noire sur case blanche e8 · Roi noir sur case noire f8 · Pion noir sur case noire a7 · Tour noire sur case noire c7 · Pion noir sur case blanche f7 · Pion noir sur case noire g7 · Pion noir sur case noire b6 · Pion noir sur case blanche e6 · Fou noir sur case noire f6 · Cavalier noir sur case noire a5 · Pion blanc sur case blanche b5 · Fou noir sur case blanche d5 · Cavalier blanc sur case noire e5 · Dame blanche sur case blanche h5 · Pion blanc sur case noire d4 · Cavalier blanc sur case blanche e4 · Pion blanc sur case noire a3 · Tour blanche sur case blanche h3 · Pion blanc sur case noire f2 · Pion blanc sur case blanche g2 · Pion blanc sur case noire h2 · Tour blanche sur case noire a1 · Roi blanc sur case noire g1 | Dame noire sur case noire d8 · Tour noire sur case blanche e8 · Roi noir sur case noire f8 · Pion noir sur case noire a7 · Tour noire sur case noire c7 · Pion noir sur case blanche f7 · Pion noir sur case noire g7 · Pion noir sur case noire b6 · Pion noir sur case blanche e6 · Fou noir sur case noire f6 · Cavalier noir sur case noire a5 · Pion blanc sur case blanche b5 · Fou noir sur case blanche d5 · Cavalier blanc sur case noire e5 · Dame blanche sur case blanche h5 · Pion blanc sur case noire d4 · Cavalier blanc sur case blanche e4 · Pion blanc sur case noire a3 · Tour blanche sur case blanche h3 · Pion blanc sur case noire f2 · Pion blanc sur case blanche g2 · Pion blanc sur case noire h2 · Tour blanche sur case noire a1 · Roi blanc sur case noire g1 | Dame noire sur case noire d8 · Tour noire sur case blanche e8 · Roi noir sur case noire f8 · Pion noir sur case noire a7 · Tour noire sur case noire c7 · Pion noir sur case blanche f7 · Pion noir sur case noire g7 · Pion noir sur case noire b6 · Pion noir sur case blanche e6 · Fou noir sur case noire f6 · Cavalier noir sur case noire a5 · Pion blanc sur case blanche b5 · Fou noir sur case blanche d5 · Cavalier blanc sur case noire e5 · Dame blanche sur case blanche h5 · Pion blanc sur case noire d4 · Cavalier blanc sur case blanche e4 · Pion blanc sur case noire a3 · Tour blanche sur case blanche h3 · Pion blanc sur case noire f2 · Pion blanc sur case blanche g2 · Pion blanc sur case noire h2 · Tour blanche sur case noire a1 · Roi blanc sur case noire g1 | Dame noire sur case noire d8 · Tour noire sur case blanche e8 · Roi noir sur case noire f8 · Pion noir sur case noire a7 · Tour noire sur case noire c7 · Pion noir sur case blanche f7 · Pion noir sur case noire g7 · Pion noir sur case noire b6 · Pion noir sur case blanche e6 · Fou noir sur case noire f6 · Cavalier noir sur case noire a5 · Pion blanc sur case blanche b5 · Fou noir sur case blanche d5 · Cavalier blanc sur case noire e5 · Dame blanche sur case blanche h5 · Pion blanc sur case noire d4 · Cavalier blanc sur case blanche e4 · Pion blanc sur case noire a3 · Tour blanche sur case blanche h3 · Pion blanc sur case noire f2 · Pion blanc sur case blanche g2 · Pion blanc sur case noire h2 · Tour blanche sur case noire a1 · Roi blanc sur case noire g1 | Dame noire sur case noire d8 · Tour noire sur case blanche e8 · Roi noir sur case noire f8 · Pion noir sur case noire a7 · Tour noire sur case noire c7 · Pion noir sur case blanche f7 · Pion noir sur case noire g7 · Pion noir sur case noire b6 · Pion noir sur case blanche e6 · Fou noir sur case noire f6 · Cavalier noir sur case noire a5 · Pion blanc sur case blanche b5 · Fou noir sur case blanche d5 · Cavalier blanc sur case noire e5 · Dame blanche sur case blanche h5 · Pion blanc sur case noire d4 · Cavalier blanc sur case blanche e4 · Pion blanc sur case noire a3 · Tour blanche sur case blanche h3 · Pion blanc sur case noire f2 · Pion blanc sur case blanche g2 · Pion blanc sur case noire h2 · Tour blanche sur case noire a1 · Roi blanc sur case noire g1 | Dame noire sur case noire d8 · Tour noire sur case blanche e8 · Roi noir sur case noire f8 · Pion noir sur case noire a7 · Tour noire sur case noire c7 · Pion noir sur case blanche f7 · Pion noir sur case noire g7 · Pion noir sur case noire b6 · Pion noir sur case blanche e6 · Fou noir sur case noire f6 · Cavalier noir sur case noire a5 · Pion blanc sur case blanche b5 · Fou noir sur case blanche d5 · Cavalier blanc sur case noire e5 · Dame blanche sur case blanche h5 · Pion blanc sur case noire d4 · Cavalier blanc sur case blanche e4 · Pion blanc sur case noire a3 · Tour blanche sur case blanche h3 · Pion blanc sur case noire f2 · Pion blanc sur case blanche g2 · Pion blanc sur case noire h2 · Tour blanche sur case noire a1 · Roi blanc sur case noire g1 | 3 |
| 2 | Dame noire sur case noire d8 · Tour noire sur case blanche e8 · Roi noir sur case noire f8 · Pion noir sur case noire a7 · Tour noire sur case noire c7 · Pion noir sur case blanche f7 · Pion noir sur case noire g7 · Pion noir sur case noire b6 · Pion noir sur case blanche e6 · Fou noir sur case noire f6 · Cavalier noir sur case noire a5 · Pion blanc sur case blanche b5 · Fou noir sur case blanche d5 · Cavalier blanc sur case noire e5 · Dame blanche sur case blanche h5 · Pion blanc sur case noire d4 · Cavalier blanc sur case blanche e4 · Pion blanc sur case noire a3 · Tour blanche sur case blanche h3 · Pion blanc sur case noire f2 · Pion blanc sur case blanche g2 · Pion blanc sur case noire h2 · Tour blanche sur case noire a1 · Roi blanc sur case noire g1 | Dame noire sur case noire d8 · Tour noire sur case blanche e8 · Roi noir sur case noire f8 · Pion noir sur case noire a7 · Tour noire sur case noire c7 · Pion noir sur case blanche f7 · Pion noir sur case noire g7 · Pion noir sur case noire b6 · Pion noir sur case blanche e6 · Fou noir sur case noire f6 · Cavalier noir sur case noire a5 · Pion blanc sur case blanche b5 · Fou noir sur case blanche d5 · Cavalier blanc sur case noire e5 · Dame blanche sur case blanche h5 · Pion blanc sur case noire d4 · Cavalier blanc sur case blanche e4 · Pion blanc sur case noire a3 · Tour blanche sur case blanche h3 · Pion blanc sur case noire f2 · Pion blanc sur case blanche g2 · Pion blanc sur case noire h2 · Tour blanche sur case noire a1 · Roi blanc sur case noire g1 | Dame noire sur case noire d8 · Tour noire sur case blanche e8 · Roi noir sur case noire f8 · Pion noir sur case noire a7 · Tour noire sur case noire c7 · Pion noir sur case blanche f7 · Pion noir sur case noire g7 · Pion noir sur case noire b6 · Pion noir sur case blanche e6 · Fou noir sur case noire f6 · Cavalier noir sur case noire a5 · Pion blanc sur case blanche b5 · Fou noir sur case blanche d5 · Cavalier blanc sur case noire e5 · Dame blanche sur case blanche h5 · Pion blanc sur case noire d4 · Cavalier blanc sur case blanche e4 · Pion blanc sur case noire a3 · Tour blanche sur case blanche h3 · Pion blanc sur case noire f2 · Pion blanc sur case blanche g2 · Pion blanc sur case noire h2 · Tour blanche sur case noire a1 · Roi blanc sur case noire g1 | Dame noire sur case noire d8 · Tour noire sur case blanche e8 · Roi noir sur case noire f8 · Pion noir sur case noire a7 · Tour noire sur case noire c7 · Pion noir sur case blanche f7 · Pion noir sur case noire g7 · Pion noir sur case noire b6 · Pion noir sur case blanche e6 · Fou noir sur case noire f6 · Cavalier noir sur case noire a5 · Pion blanc sur case blanche b5 · Fou noir sur case blanche d5 · Cavalier blanc sur case noire e5 · Dame blanche sur case blanche h5 · Pion blanc sur case noire d4 · Cavalier blanc sur case blanche e4 · Pion blanc sur case noire a3 · Tour blanche sur case blanche h3 · Pion blanc sur case noire f2 · Pion blanc sur case blanche g2 · Pion blanc sur case noire h2 · Tour blanche sur case noire a1 · Roi blanc sur case noire g1 | Dame noire sur case noire d8 · Tour noire sur case blanche e8 · Roi noir sur case noire f8 · Pion noir sur case noire a7 · Tour noire sur case noire c7 · Pion noir sur case blanche f7 · Pion noir sur case noire g7 · Pion noir sur case noire b6 · Pion noir sur case blanche e6 · Fou noir sur case noire f6 · Cavalier noir sur case noire a5 · Pion blanc sur case blanche b5 · Fou noir sur case blanche d5 · Cavalier blanc sur case noire e5 · Dame blanche sur case blanche h5 · Pion blanc sur case noire d4 · Cavalier blanc sur case blanche e4 · Pion blanc sur case noire a3 · Tour blanche sur case blanche h3 · Pion blanc sur case noire f2 · Pion blanc sur case blanche g2 · Pion blanc sur case noire h2 · Tour blanche sur case noire a1 · Roi blanc sur case noire g1 | Dame noire sur case noire d8 · Tour noire sur case blanche e8 · Roi noir sur case noire f8 · Pion noir sur case noire a7 · Tour noire sur case noire c7 · Pion noir sur case blanche f7 · Pion noir sur case noire g7 · Pion noir sur case noire b6 · Pion noir sur case blanche e6 · Fou noir sur case noire f6 · Cavalier noir sur case noire a5 · Pion blanc sur case blanche b5 · Fou noir sur case blanche d5 · Cavalier blanc sur case noire e5 · Dame blanche sur case blanche h5 · Pion blanc sur case noire d4 · Cavalier blanc sur case blanche e4 · Pion blanc sur case noire a3 · Tour blanche sur case blanche h3 · Pion blanc sur case noire f2 · Pion blanc sur case blanche g2 · Pion blanc sur case noire h2 · Tour blanche sur case noire a1 · Roi blanc sur case noire g1 | Dame noire sur case noire d8 · Tour noire sur case blanche e8 · Roi noir sur case noire f8 · Pion noir sur case noire a7 · Tour noire sur case noire c7 · Pion noir sur case blanche f7 · Pion noir sur case noire g7 · Pion noir sur case noire b6 · Pion noir sur case blanche e6 · Fou noir sur case noire f6 · Cavalier noir sur case noire a5 · Pion blanc sur case blanche b5 · Fou noir sur case blanche d5 · Cavalier blanc sur case noire e5 · Dame blanche sur case blanche h5 · Pion blanc sur case noire d4 · Cavalier blanc sur case blanche e4 · Pion blanc sur case noire a3 · Tour blanche sur case blanche h3 · Pion blanc sur case noire f2 · Pion blanc sur case blanche g2 · Pion blanc sur case noire h2 · Tour blanche sur case noire a1 · Roi blanc sur case noire g1 | Dame noire sur case noire d8 · Tour noire sur case blanche e8 · Roi noir sur case noire f8 · Pion noir sur case noire a7 · Tour noire sur case noire c7 · Pion noir sur case blanche f7 · Pion noir sur case noire g7 · Pion noir sur case noire b6 · Pion noir sur case blanche e6 · Fou noir sur case noire f6 · Cavalier noir sur case noire a5 · Pion blanc sur case blanche b5 · Fou noir sur case blanche d5 · Cavalier blanc sur case noire e5 · Dame blanche sur case blanche h5 · Pion blanc sur case noire d4 · Cavalier blanc sur case blanche e4 · Pion blanc sur case noire a3 · Tour blanche sur case blanche h3 · Pion blanc sur case noire f2 · Pion blanc sur case blanche g2 · Pion blanc sur case noire h2 · Tour blanche sur case noire a1 · Roi blanc sur case noire g1 | 2 |
| 1 | Dame noire sur case noire d8 · Tour noire sur case blanche e8 · Roi noir sur case noire f8 · Pion noir sur case noire a7 · Tour noire sur case noire c7 · Pion noir sur case blanche f7 · Pion noir sur case noire g7 · Pion noir sur case noire b6 · Pion noir sur case blanche e6 · Fou noir sur case noire f6 · Cavalier noir sur case noire a5 · Pion blanc sur case blanche b5 · Fou noir sur case blanche d5 · Cavalier blanc sur case noire e5 · Dame blanche sur case blanche h5 · Pion blanc sur case noire d4 · Cavalier blanc sur case blanche e4 · Pion blanc sur case noire a3 · Tour blanche sur case blanche h3 · Pion blanc sur case noire f2 · Pion blanc sur case blanche g2 · Pion blanc sur case noire h2 · Tour blanche sur case noire a1 · Roi blanc sur case noire g1 | Dame noire sur case noire d8 · Tour noire sur case blanche e8 · Roi noir sur case noire f8 · Pion noir sur case noire a7 · Tour noire sur case noire c7 · Pion noir sur case blanche f7 · Pion noir sur case noire g7 · Pion noir sur case noire b6 · Pion noir sur case blanche e6 · Fou noir sur case noire f6 · Cavalier noir sur case noire a5 · Pion blanc sur case blanche b5 · Fou noir sur case blanche d5 · Cavalier blanc sur case noire e5 · Dame blanche sur case blanche h5 · Pion blanc sur case noire d4 · Cavalier blanc sur case blanche e4 · Pion blanc sur case noire a3 · Tour blanche sur case blanche h3 · Pion blanc sur case noire f2 · Pion blanc sur case blanche g2 · Pion blanc sur case noire h2 · Tour blanche sur case noire a1 · Roi blanc sur case noire g1 | Dame noire sur case noire d8 · Tour noire sur case blanche e8 · Roi noir sur case noire f8 · Pion noir sur case noire a7 · Tour noire sur case noire c7 · Pion noir sur case blanche f7 · Pion noir sur case noire g7 · Pion noir sur case noire b6 · Pion noir sur case blanche e6 · Fou noir sur case noire f6 · Cavalier noir sur case noire a5 · Pion blanc sur case blanche b5 · Fou noir sur case blanche d5 · Cavalier blanc sur case noire e5 · Dame blanche sur case blanche h5 · Pion blanc sur case noire d4 · Cavalier blanc sur case blanche e4 · Pion blanc sur case noire a3 · Tour blanche sur case blanche h3 · Pion blanc sur case noire f2 · Pion blanc sur case blanche g2 · Pion blanc sur case noire h2 · Tour blanche sur case noire a1 · Roi blanc sur case noire g1 | Dame noire sur case noire d8 · Tour noire sur case blanche e8 · Roi noir sur case noire f8 · Pion noir sur case noire a7 · Tour noire sur case noire c7 · Pion noir sur case blanche f7 · Pion noir sur case noire g7 · Pion noir sur case noire b6 · Pion noir sur case blanche e6 · Fou noir sur case noire f6 · Cavalier noir sur case noire a5 · Pion blanc sur case blanche b5 · Fou noir sur case blanche d5 · Cavalier blanc sur case noire e5 · Dame blanche sur case blanche h5 · Pion blanc sur case noire d4 · Cavalier blanc sur case blanche e4 · Pion blanc sur case noire a3 · Tour blanche sur case blanche h3 · Pion blanc sur case noire f2 · Pion blanc sur case blanche g2 · Pion blanc sur case noire h2 · Tour blanche sur case noire a1 · Roi blanc sur case noire g1 | Dame noire sur case noire d8 · Tour noire sur case blanche e8 · Roi noir sur case noire f8 · Pion noir sur case noire a7 · Tour noire sur case noire c7 · Pion noir sur case blanche f7 · Pion noir sur case noire g7 · Pion noir sur case noire b6 · Pion noir sur case blanche e6 · Fou noir sur case noire f6 · Cavalier noir sur case noire a5 · Pion blanc sur case blanche b5 · Fou noir sur case blanche d5 · Cavalier blanc sur case noire e5 · Dame blanche sur case blanche h5 · Pion blanc sur case noire d4 · Cavalier blanc sur case blanche e4 · Pion blanc sur case noire a3 · Tour blanche sur case blanche h3 · Pion blanc sur case noire f2 · Pion blanc sur case blanche g2 · Pion blanc sur case noire h2 · Tour blanche sur case noire a1 · Roi blanc sur case noire g1 | Dame noire sur case noire d8 · Tour noire sur case blanche e8 · Roi noir sur case noire f8 · Pion noir sur case noire a7 · Tour noire sur case noire c7 · Pion noir sur case blanche f7 · Pion noir sur case noire g7 · Pion noir sur case noire b6 · Pion noir sur case blanche e6 · Fou noir sur case noire f6 · Cavalier noir sur case noire a5 · Pion blanc sur case blanche b5 · Fou noir sur case blanche d5 · Cavalier blanc sur case noire e5 · Dame blanche sur case blanche h5 · Pion blanc sur case noire d4 · Cavalier blanc sur case blanche e4 · Pion blanc sur case noire a3 · Tour blanche sur case blanche h3 · Pion blanc sur case noire f2 · Pion blanc sur case blanche g2 · Pion blanc sur case noire h2 · Tour blanche sur case noire a1 · Roi blanc sur case noire g1 | Dame noire sur case noire d8 · Tour noire sur case blanche e8 · Roi noir sur case noire f8 · Pion noir sur case noire a7 · Tour noire sur case noire c7 · Pion noir sur case blanche f7 · Pion noir sur case noire g7 · Pion noir sur case noire b6 · Pion noir sur case blanche e6 · Fou noir sur case noire f6 · Cavalier noir sur case noire a5 · Pion blanc sur case blanche b5 · Fou noir sur case blanche d5 · Cavalier blanc sur case noire e5 · Dame blanche sur case blanche h5 · Pion blanc sur case noire d4 · Cavalier blanc sur case blanche e4 · Pion blanc sur case noire a3 · Tour blanche sur case blanche h3 · Pion blanc sur case noire f2 · Pion blanc sur case blanche g2 · Pion blanc sur case noire h2 · Tour blanche sur case noire a1 · Roi blanc sur case noire g1 | Dame noire sur case noire d8 · Tour noire sur case blanche e8 · Roi noir sur case noire f8 · Pion noir sur case noire a7 · Tour noire sur case noire c7 · Pion noir sur case blanche f7 · Pion noir sur case noire g7 · Pion noir sur case noire b6 · Pion noir sur case blanche e6 · Fou noir sur case noire f6 · Cavalier noir sur case noire a5 · Pion blanc sur case blanche b5 · Fou noir sur case blanche d5 · Cavalier blanc sur case noire e5 · Dame blanche sur case blanche h5 · Pion blanc sur case noire d4 · Cavalier blanc sur case blanche e4 · Pion blanc sur case noire a3 · Tour blanche sur case blanche h3 · Pion blanc sur case noire f2 · Pion blanc sur case blanche g2 · Pion blanc sur case noire h2 · Tour blanche sur case noire a1 · Roi blanc sur case noire g1 | 1 |
|   | a | b | c | d | e | f | g | h |   |

- Gregory Kaidanov - Viswanathan Anand, Moscou 1987, 1-0
- Gregory Kaidanov - Evgeny Bareev, ch URSS 1987, 1-0
- Mark Taimanov - Gregory Kaidanov, Belgrade 1988, 0-1
- Benjamin Finegold - Gregory Kaidanov, Open de Chicago 2003, 0-1